# Крутеньке (Голованівський район)
Круте́ньке — село в Україні, у Перегонівській сільській громаді Голованівського району Кіровоградської області. Населення становить 512 осіб. Колишній орган місцевого самоврядування — Крутеньківська сільська рада.

## Населення
Згідно з переписом УРСР 1989 року чисельність наявного населення села становила 927 осіб, з яких 398 чоловіків та 529 жінок.
За переписом населення України 2001 року в селі мешкало 712 осіб.

### Мова
Розподіл населення за рідною мовою за даними перепису 2001 року:
| Мова       | Відсоток |
| ---------- | -------- |
| українська | 99,16 %  |
| російська  | 0,70 %   |